# 吉田晴哉
吉田晴哉（よしだ はるや、1951年5月27日 - ）は、日本の競走馬生産者。
競走馬生産牧場の追分ファーム代表を務める。息子の吉田正志は一口馬主のG1レーシング代表。

## 来歴
少年時代は獣医師を志したが「獣医学よりも一般教養を身につけるべきだ」と父善哉の反対に遭い、早稲田大学政治経済学部政治経済学科に入学。卒業後は住友銀行（現・三井住友銀行）に勤めたが1975年に退社し、父のもとで働くことを決めた。善哉がアメリカ合衆国ケンタッキー州に開設したフォンテンブローファームで1年間働いた後、日本へ帰国。社台グループの各部署を転々とした後、1978年から東京事務所に勤務。社台レースホースの発展に貢献した。善哉の死後、相続した追分町（現・安平町）の土地に追分ファームを開設し、現在に至る。

## 主な所有馬
- ルイドフィーネ（2020年ロジータ記念）
- ディバインフォース（2021年ステイヤーズステークス）
- ロスコフ（2024年小倉サマージャンプ）